# Curse of the Crystal Coconut
Albums de Alestorm
No Grave but the Sea
(2017)
Singles
1. Treasure Chest Party Quest
Sortie : 2 avril 2020
2. Tortuga
Sortie : 23 avril 2020
3. Fannybaws
Sortie : 14 mai 2020
4. Pirate Metal Drinking Crew
Sortie : 29 mai 2020

Curse of the Crystal Coconut est le sixième album du groupe de pirate metal Alestorm, sorti le 29 mai 2020 sous le label Napalm Records.
Patty Gurdy joue de la vielle à roue sur l'album.

## Liste des titres
| 1.    | Treasure Chest Party Quest       | 4:16 |
| 2.    | Fannybaws                        | 4:15 |
| 3.    | Chomp Chomp                      | 3:33 |
| 4.    | Tortuga                          | 3:23 |
| 5.    | Zombies Ate My Pirate Ship       | 5:05 |
| 6.    | Call of the Waves                | 5:05 |
| 7.    | Pirate's Scorn                   | 2:48 |
| 8.    | Shit Boat (No Fans)              | 1:15 |
| 9.    | Pirate Metal Drinking Crew       | 3:45 |
| 10.   | Wooden Leg Pt. 2 (The Woodening) | 8:07 |
| 11.   | Henry Martin                     | 2:30 |
| 44:02 |                                  |      |